# Koh Tang
Koh Tang (también conocida como Isla Tang) es una isla frente a las costas de la provincia de Preah Sihanouk en el golfo de Tailandia. La isla está a aproximadamente 43 km al suroeste de la costa de Camboya. Los habitantes de la isla son básicamente el personal militar de Camboya. La palabra jemer Koh, traducida significa isla.
La isla fue el lugar donde se produjeron combates durante la última intervención  de Estados Unidos en el sudeste asiático durante los años 1960 y 1970. El 15 de mayo de 1975, los marines de EE. UU. a bordo de helicópteros de la Fuerza Aérea estadounidense desembarcaron en la isla con la esperanza de encontrar a la tripulación del SS Mayagüez. La tripulación del buque no estaba en la isla tal como el servicio de inteligencia de EE. UU. lo había reportado, esta había sido trasladada en barco hasta el pueblo cercano y puerto de Sihanoukville en Camboya, también conocido como Kampong Saom. La incautación del buque por las fuerzas del Jemer rojo y el asalto posterior de Koh Tang llegó a ser conocido como el Incidente del Mayagüez.